# 蚌埠公交140路

蚌埠公交140路，是中国安徽省蚌埠市的一条公交线路，由禹会区工业园开往客运南站，由蚌埠市公共交通集团有限公司管理、运营。

## 历史

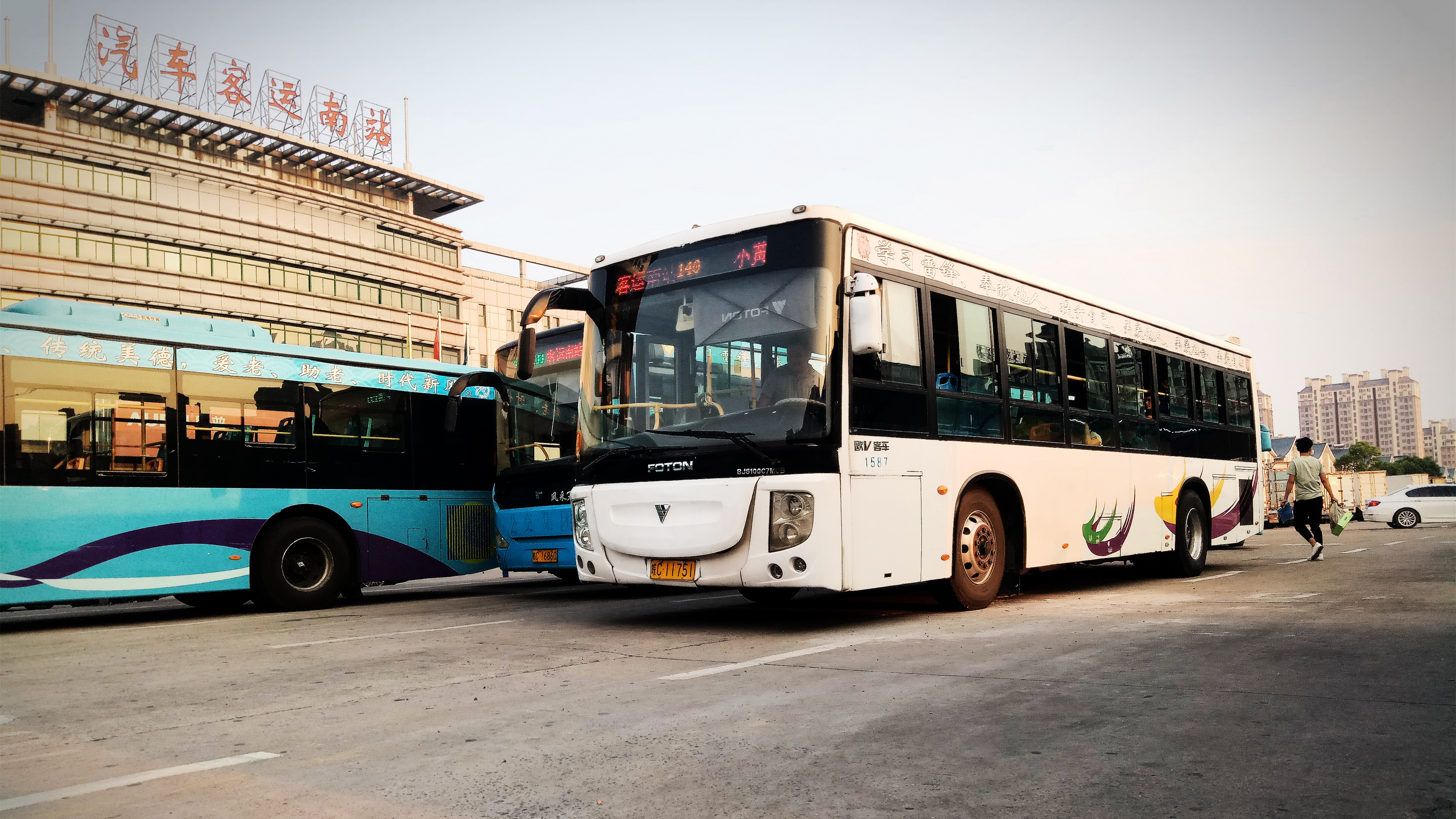
140路开通时使用的福田客车
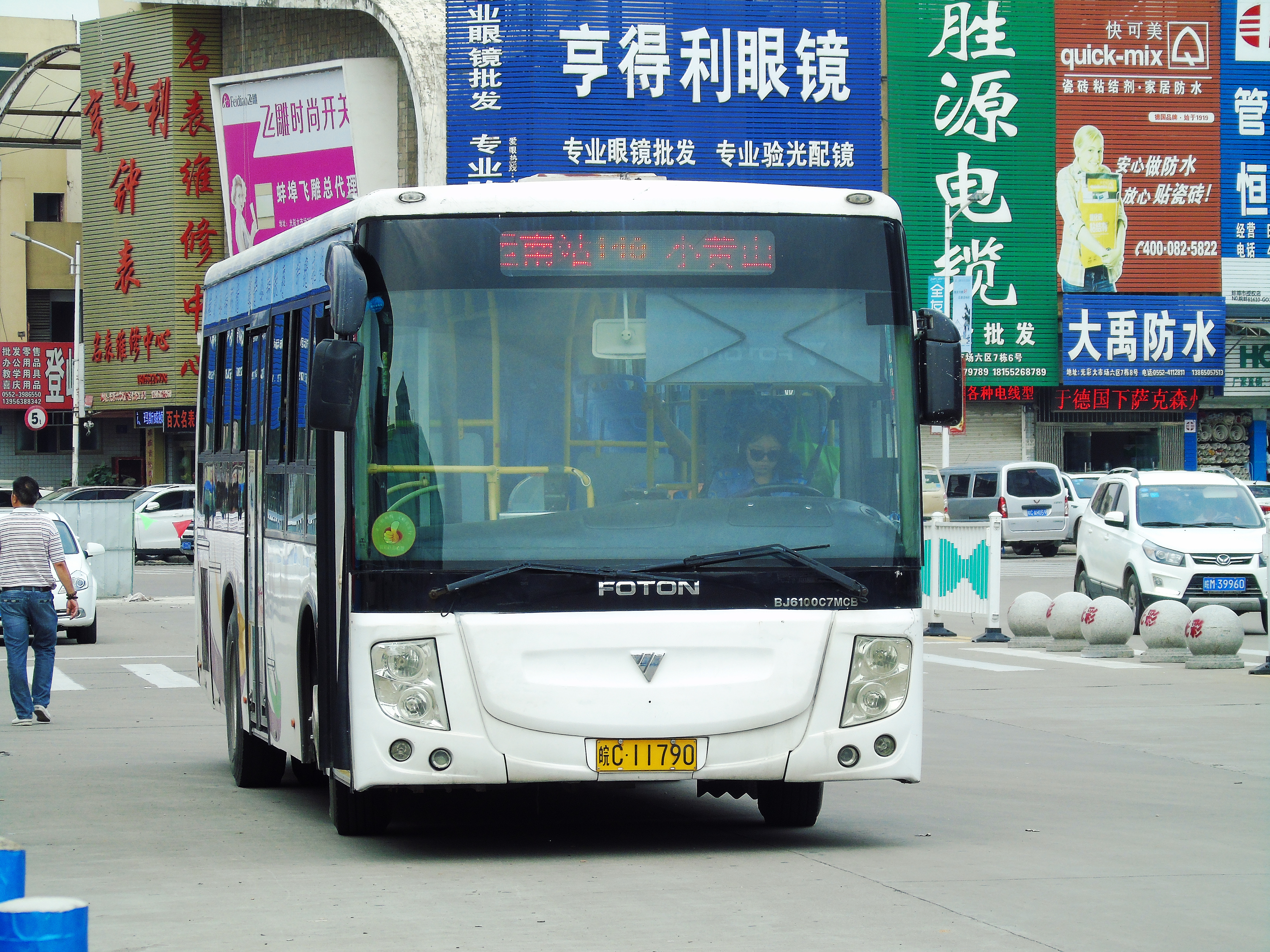
140路开通时使用的福田客车
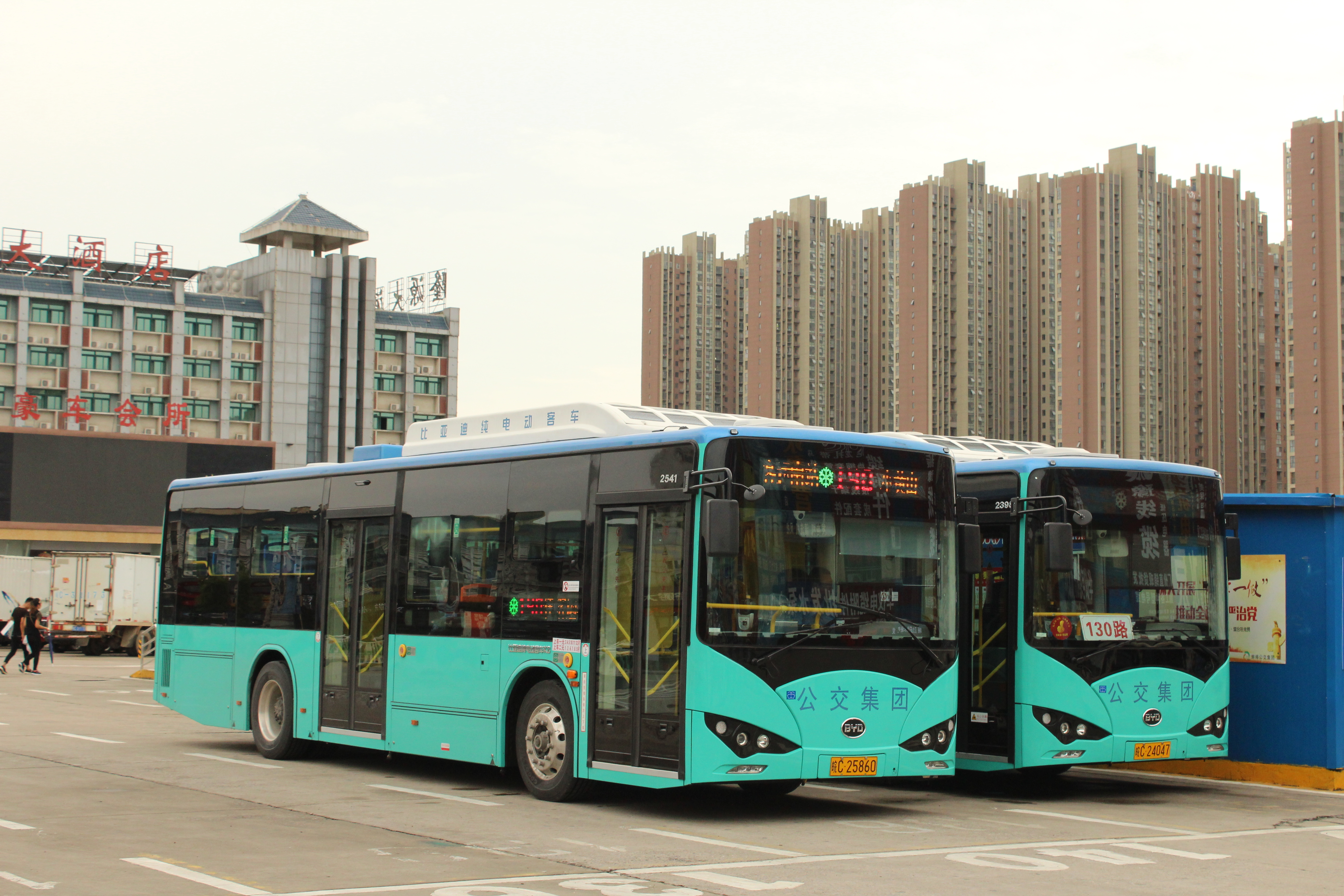
140路新配置的比亚迪纯电动客车
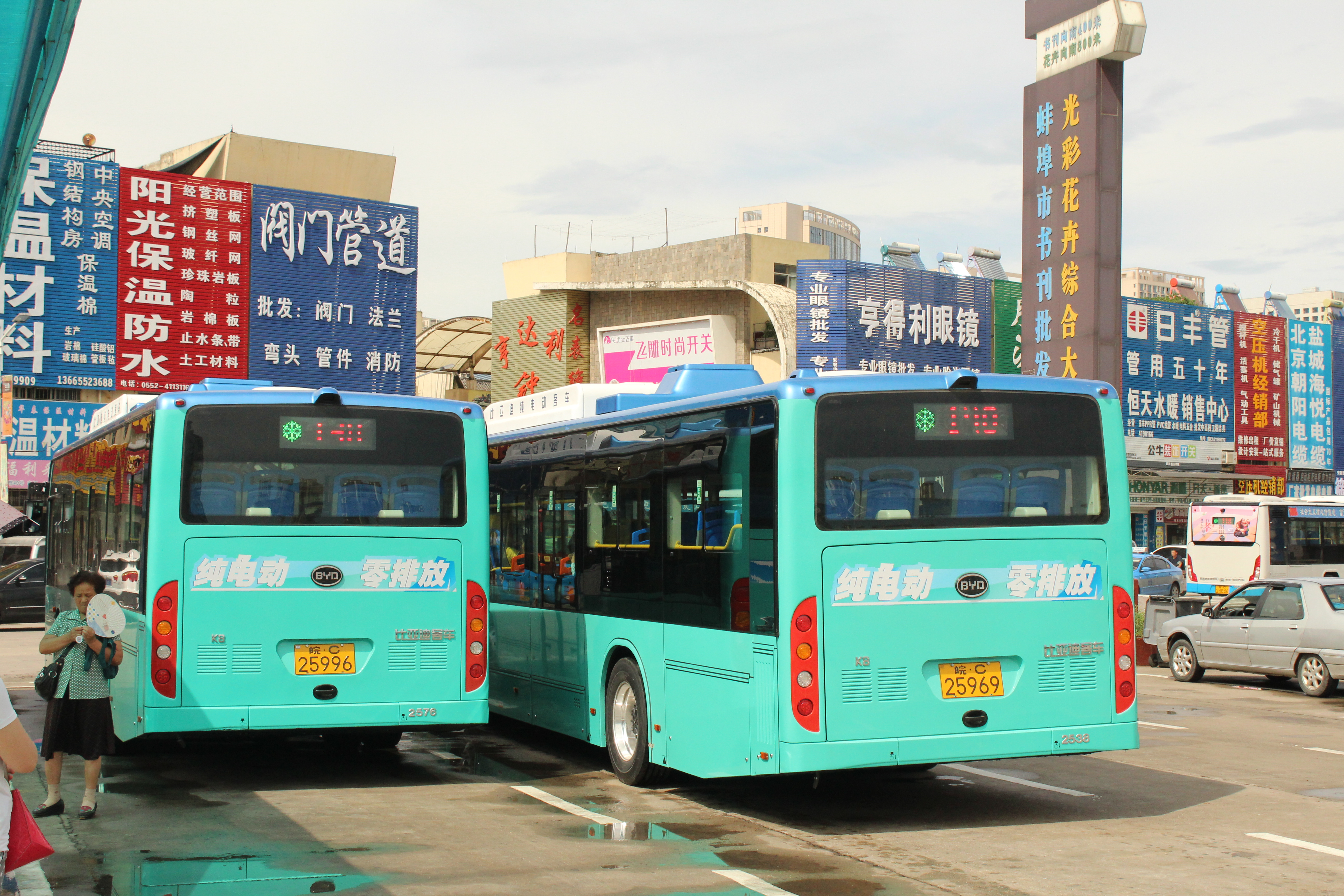
140路新配置的比亚迪纯电动客车
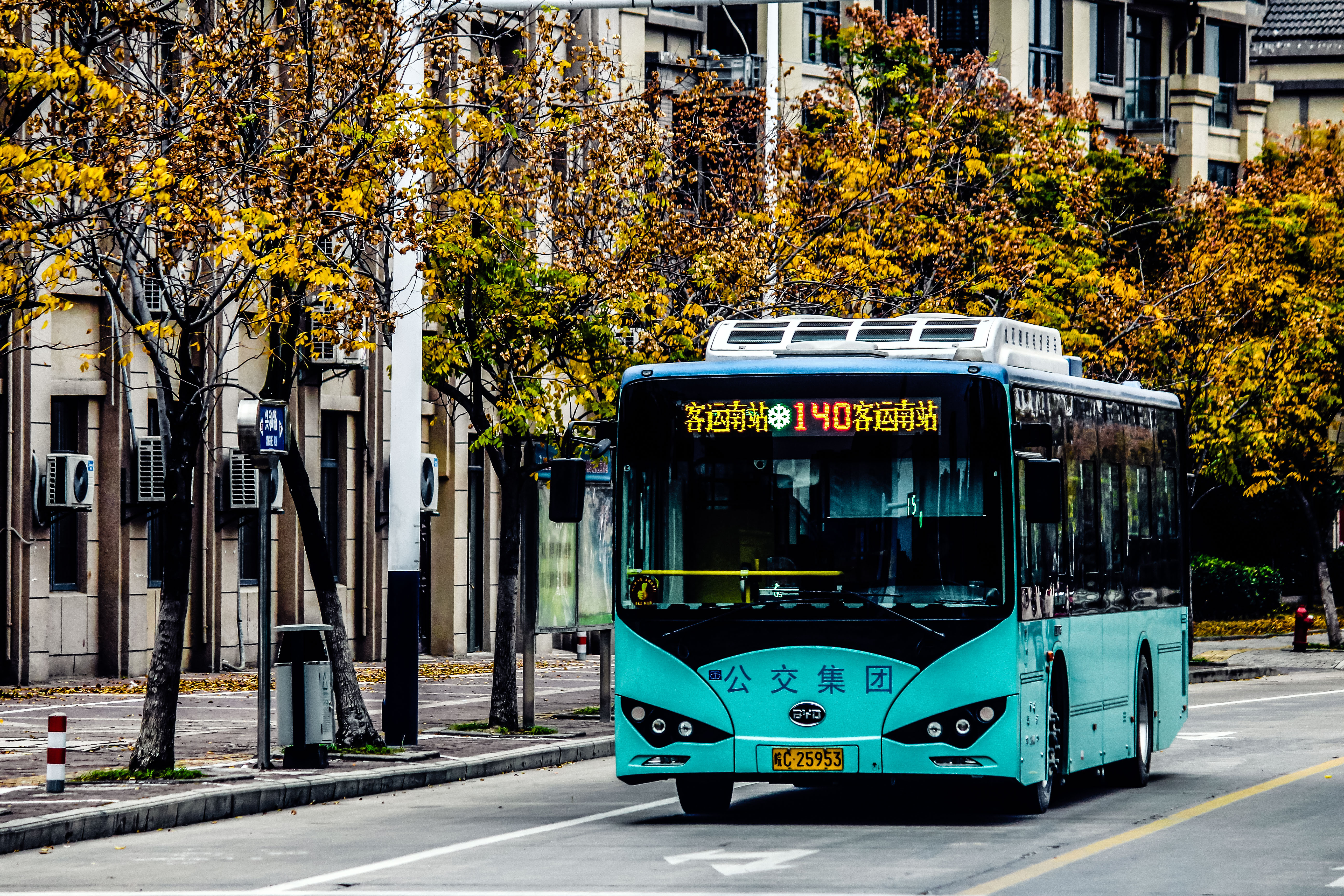
140路行驶在禹会区兴和路
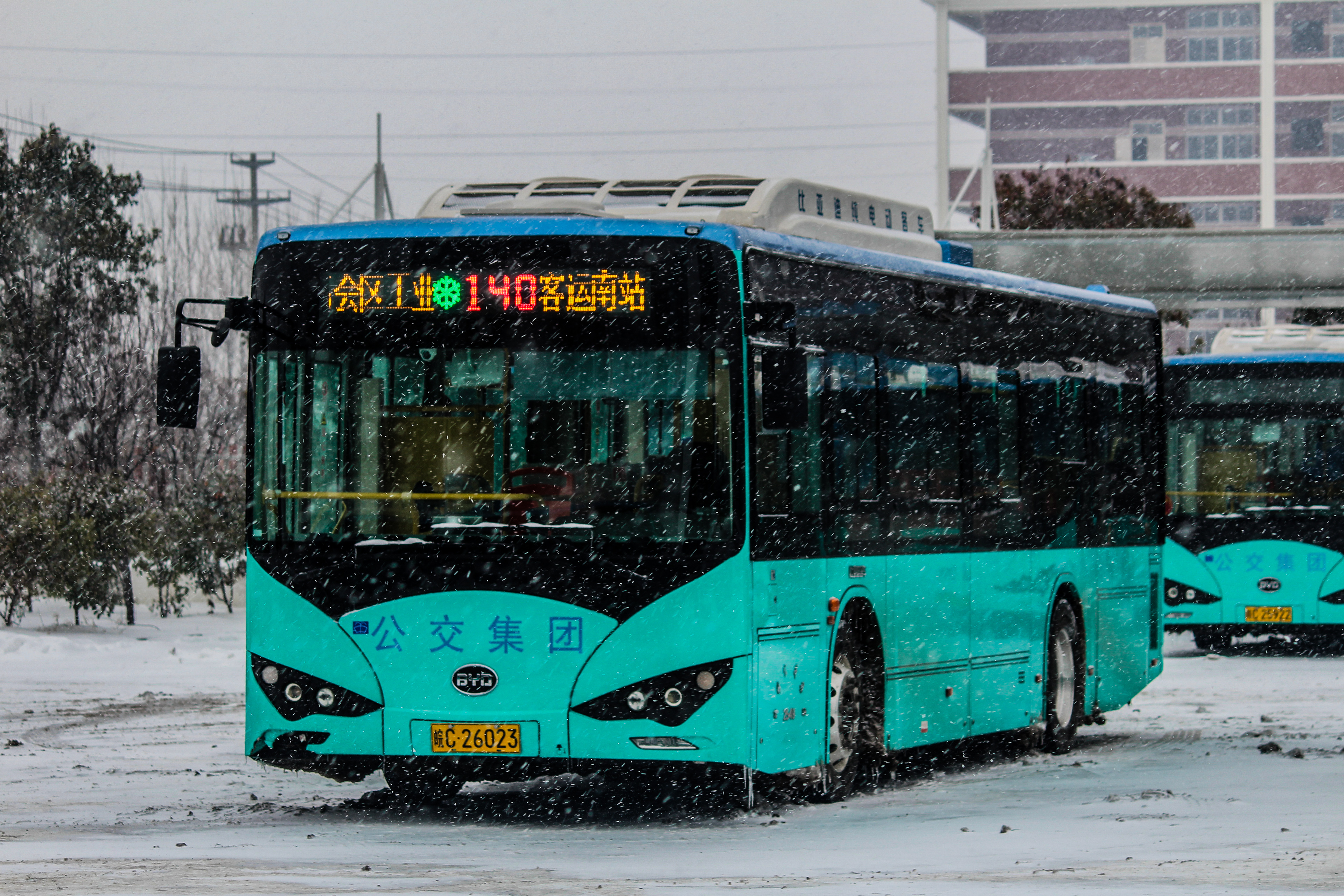
140路在禹会区工业园

- 2016年5月1日起，为进一步解决喜迎门、陶店新村、黄山大道等西南片区新建小区居民和高新区职工公交出行问题，公交集团开行客运南站至小黄山停保场的公交140线路。[2][3][4]
- 2016年5月25日，蚌埠公交140线路小黄山至客运南站行驶方向增设陶山小区公交停靠站，与122、130路公交车并站。增设该站后，附近小区居民出行更加方便快捷。[5]
- 2017年7月，蚌埠公交集团购置300台比亚迪K8A型纯电动空调车，其中10余台投入140路。[6][7][8]
- 2017年8月20日，蚌埠公交集团将140路终点站由小黄山首末站延伸至禹会区工业园。该线路延伸3.6公里，延伸后增设鼎元学府、黄山府邸、六公里花苑、禹会区工业园站点。[9][10][11]

## 站点

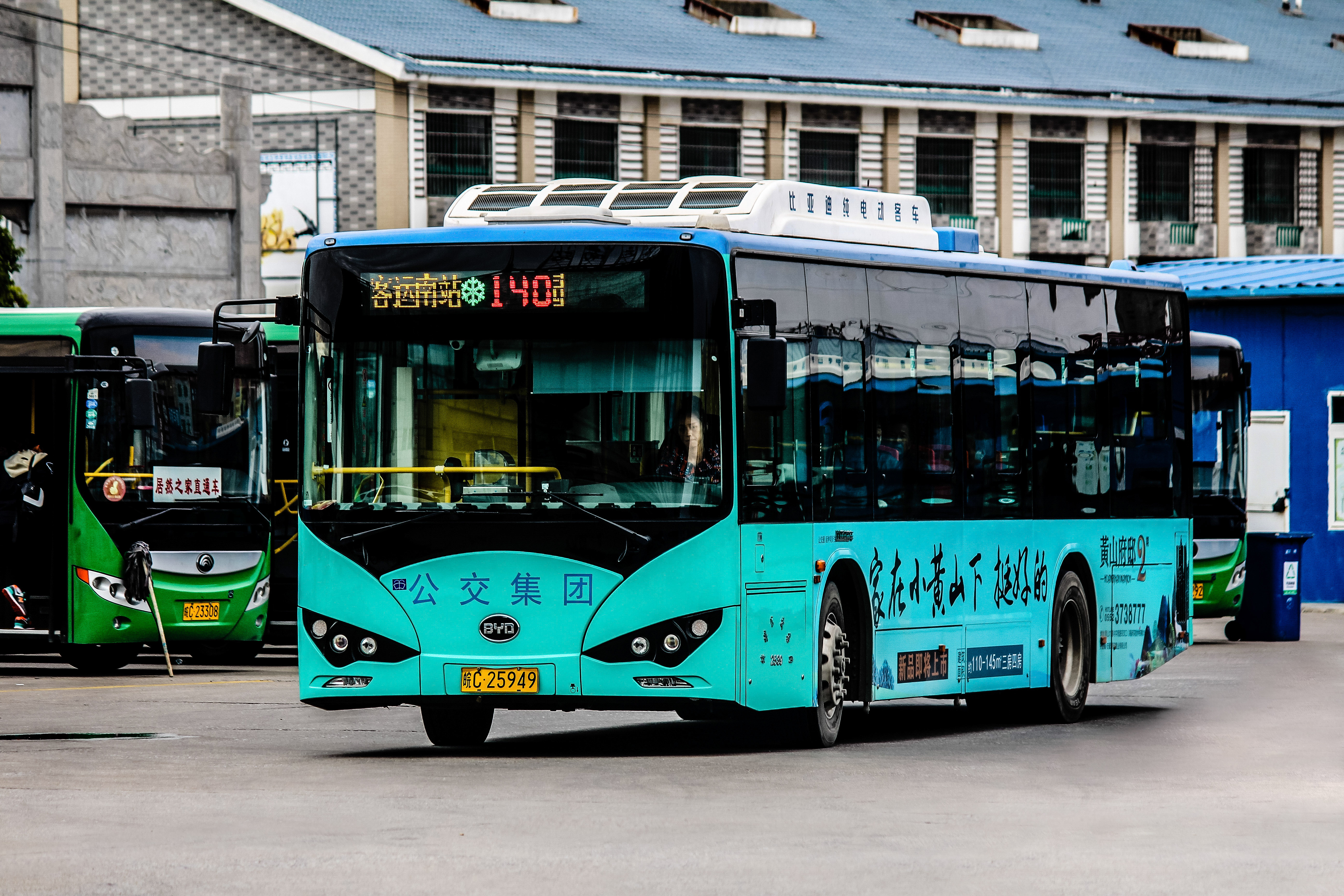
唯一一台带有车身广告的K8车辆承运140路

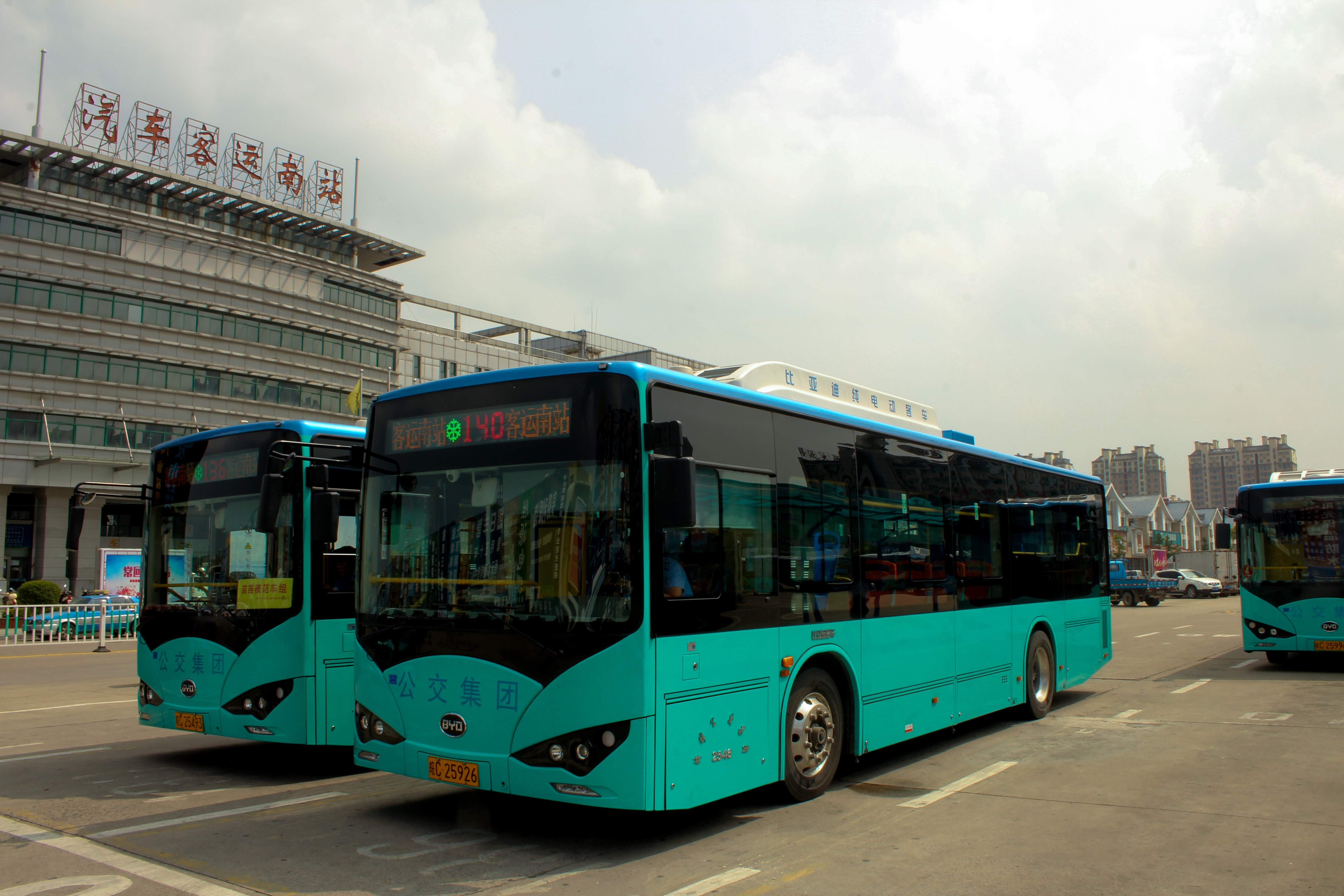
蚌埠公交140路在客运南站

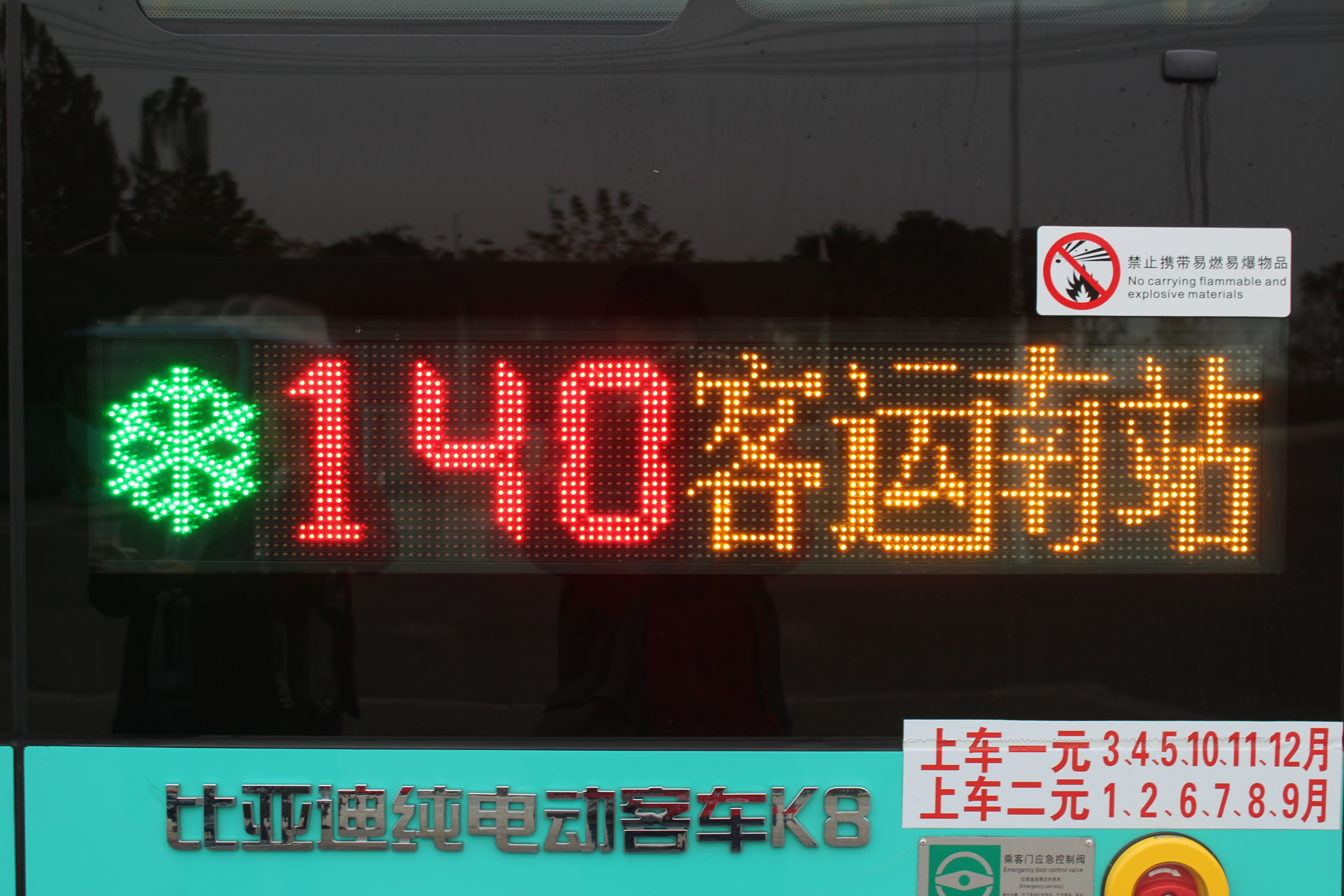
蚌埠公交140路的电子方向幕

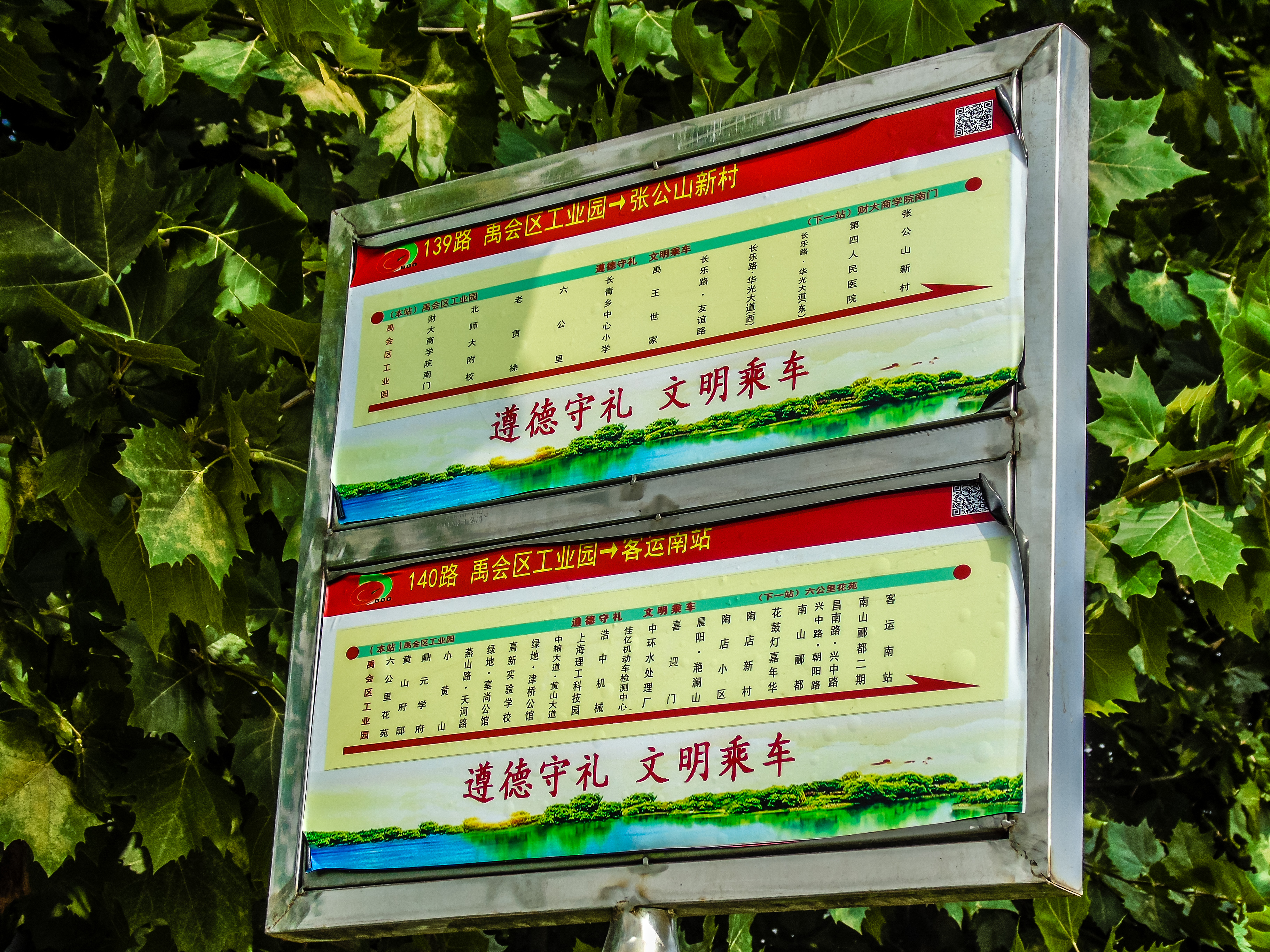
蚌埠公交140路站牌

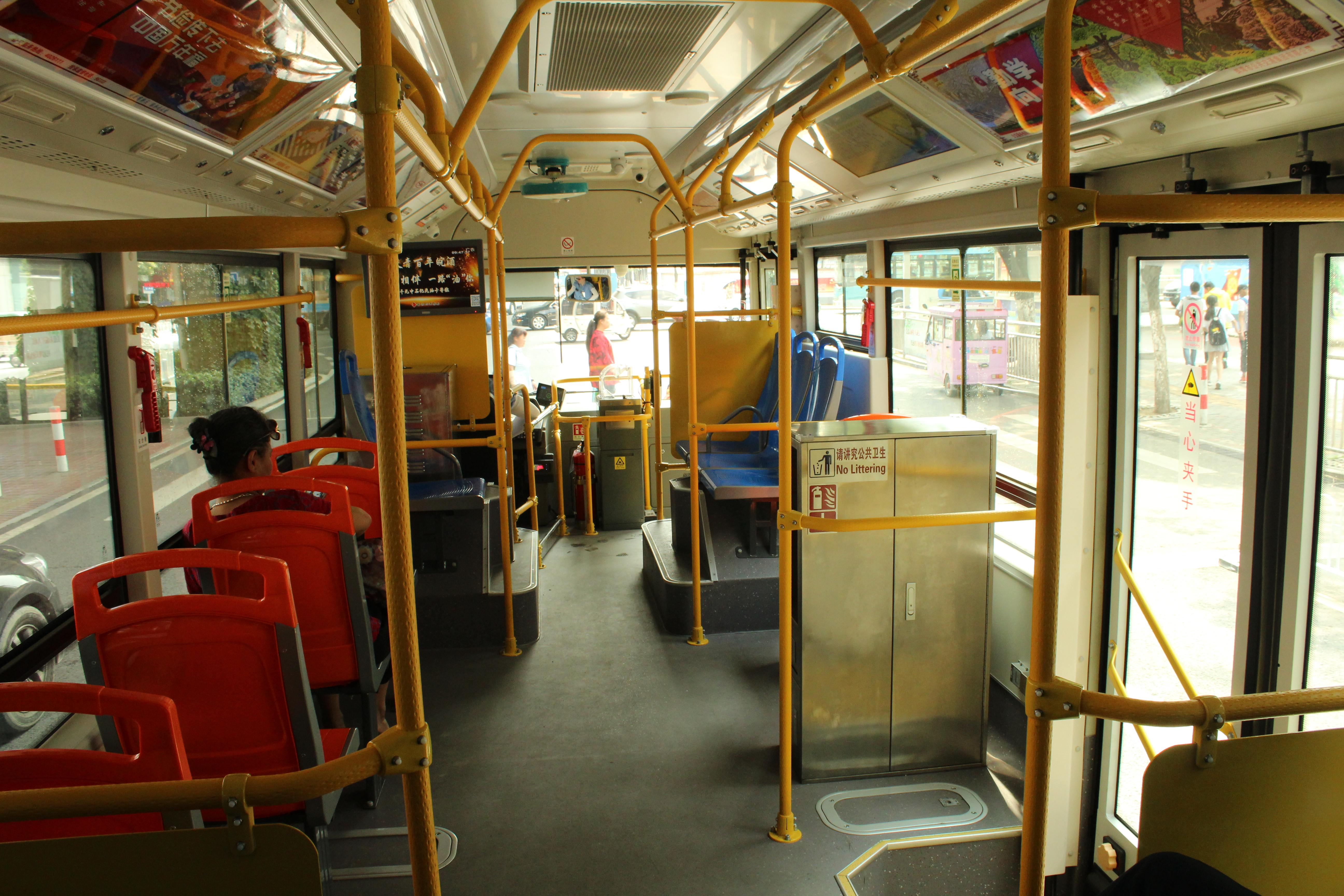
蚌埠公交140路比亚迪K8内饰

### 途经站
- 往客运南站 ：禹会区工业园 - 六公里花苑 - 黄山府邸 - 鼎元学府 - 小黄山首末站 - 天河路 - 绿地·塞尚公馆 - 高新实验学校 - 绿地·津桥公馆 - 中粮大道·黄山大道 - 上海理工科技园 - 浩中机械 - 佳亿机动车检测中心（单边） - 中环水处理厂 - 晨阳·滟澜山（单边） - 喜迎门小区 - 陶山小区（单边） - 陶店新村 - 花鼓灯嘉年华 - 南山郦都 - 兴中路·朝阳路（单边）- 兴中路·昌南路 - 南山郦都二期 - 客运南站
- 往禹会区工业园 ：客运南站 - 南山郦都二期 - 昌南路·兴中路 - 南山郦都 - 花鼓灯嘉年华 - 陶店新村 - 喜迎门小区 - 中环水处理厂 - 浩中机械 - 上海理工科技园 - 中粮大道·黄山大道 - 绿地·津桥公馆 - 高新实验学校 - 绿地·塞尚公馆 - 天河路 - 小黄山首末站 - 鼎元学府 - 黄山府邸 - 六公里花苑 - 禹会区工业园[12]

### 换乘站
以下内容均统计自：蚌埠市公共交通集团有限公司营运线路一览表
- 禹会区工业园 ： 139路
- 小黄山首末站 ： 103路 123路 138路
- 天河路 ： 103路 123路 138路
- 浩中机械 ： 113路 中科电力专线
- 佳亿机动车检测中心（单边） ： 114路 中科电力专线
- 晨阳·滟澜山（单边） ： 130路 机场专线
- 喜迎门小区 ： 122路
- 花鼓灯嘉年华 ： 118路 156路
- 南山郦都 ： 103路 118路 130路 156路 215路
- 客运南站 ： 109路 110路 118路 130路 133路 136路 156路 微3路 303路 215路

## 票价
- 未持卡乘客普通车投币1元，空调车投币2元。
- 持普通电子钱包卡普通车0.9元/次，空调车1.8元/次。
- 持学生月票卡普通车0.18元/次，成人卡0.36元/次，空调车加1元。
- 持老人卡、拥军卡、爱心卡的乘客免费乘车。[13]

## 资料来源
1. ↑  .   [2017-07-10]. （原始内容存档于2017-08-02）.
2. ↑  .   [2017-07-10]. （原始内容存档于2018-01-01）.
3. ↑  .   [2017-07-10]. （原始内容存档于2018-01-01）.
4. ↑  .   [2017-07-10]. （原始内容存档于2018-01-01）.
5. ↑  蚌埠140路、128路线各增设一处公交停靠站[永久]
6. ↑  .   [2017-07-10]. （原始内容存档于2019-07-23）.
7. ↑  .   [2017-07-10]. （原始内容存档于2017-07-31）.
8. ↑  .   [2017-07-10]. （原始内容存档于2017-07-31）.
9. ↑  .   [2017-08-20]. （原始内容存档于2017-08-20）.
10. ↑  .   [2017-08-20]. （原始内容存档于2017-08-20）.
11. ↑  .   [2017-08-20]. （原始内容存档于2019-07-24）.
12. ↑  .   [2017-07-10]. （原始内容存档于2017-07-08）.
13. ↑  .   [2017-07-10]. （原始内容存档于2018-03-09）.